# Juan el Bueno
Para el rey de Francia Juan el Bueno, véase Juan II de Francia.
Juan de Milán (Recco, ? - Milán, 651) fue un Arzobispo de Milán, que es venerado como santo y fue consagrado como patrón y protector de Milán. Su fiesta se celebra el 2 de enero.
La única noticia histórica cierta sobre su persona es su asistencia al Concilio de Letrán celebrado el año 649.